# 498 Tokio
498 Tokio (mednarodno ime je tudi 498 Tokio) je asteroid tipa M (po Tholenu) v glavnem asteroidnem pasu. 

## Odkritje
Asteroid je odkril japonski astronom Šin Hirajama (1868 – 1945) 6. marca 1900. Ni pa mogel določiti njegove tirnice. Ponovno ga je odkril francoski astronom A. Charlois ( 1864 – 1910) 2. decembra 1902 v Nici. Charlois je dal dovoljenje, da asteroid poimenuje Hirajama. Asteroid se imenuje po mestu Tokio na Japonskem.

## Lastnosti
Asteroid Tokio obkroži Sonce v 4,31 letih. Njegova tirnica ima izsrednost 0,226, nagnjena pa je za 9,502° proti ekliptiki. Njegov premer je 81,83 km, okoli svoje osi se zavrti v najmanj 20 urah .